# Luigi Cinque
Luigi Cinque (...) è un musicista e regista italiano.

## Biografia
Studia composizione al Conservatorio Licinio Refice di Frosinone e composizione elettronica. Consegue il diploma in clarinetto presso il conservatorio Alfredo Casella dell'Aquila nel 1984. Si laurea in filosofia estetica e storia del teatro nel 1976 e segue i corsi di cinema e letteratura presso l'Università La Sapienza di Roma.
Attratto già a metà degli anni '70 dal crossover tra musica popolare, jazz e moderna, fa parte del Canzoniere del Lazio e nel '79 registra Canto di primavera con il Banco del Mutuo Soccorso. Negli anni '80 lavora come musicista con il teatro di ricerca e la nuova danza. Collabora con Pina Bausch e Jannis Kounellis.
Nel 1987 studia tecniche e interpretazione del Raga presso il Performing Art Institut Indu University di Varanasi. La sua band è l'Hypertext O'rchestra che vede in scena alcuni personaggi della musica internazionale come J̌ivan Gasparyan e Raiz. Nel 2002 pubblica l'album Tangerine Cafè. Contrinuisce a fondare nel 1997 e a dirigere fino al 2007 con altri il Festival della parola Roma poesia. È direttore artistico dell'Etichetta indipendente Officina Mediterraneo-MRF5.
Come regista e videomaker ha diretto più di dieci documentari ed è Premio Regia 1994 Festival di Salerno con l'Opera dei canti e dei cunti prodotta da RAI International. Come saggista ha pubblicato un libro dal titolo Kunzertu. La musica in Italia edito da Longanesi. Suo il romanzo La banda dell’idiota edito da Stampa Alternativa.
Docente a contratto di Storia della Musica presso l'Università La Sapienza di Roma dal 2002 al 2007 e presso l'Università per stranieri (Unistrasi) di Siena nel 2007/2008. Nel 2010/2012 dirige il film Transeuropæ Hotel, una produzione italo-brasiliana in collaborazione con Sicilia Film Commission, MiBac e Istituto Luce.
Nel 2010 è poeta performer italiano invitato al Festival di Medellin. Luna Reverse, suo ultimo disco, vince il premio Award 100 Jazz It 2010.
Nell'aprile 2013 il film Transeuropae Hotel vince l'Award come miglior lungometraggio Italiano al Roma Independent Film Festival. Il film verrà successivamente presentato al Festival di Rio de Janeiro 2014, Salvador Bahia 2014.
Nell'autunno 2012 dirige a Tripoli il primo concerto della nuova pace con l'orchestra classica tradizionale di Tripoli e i solisti Maria Pia De Vito, Sal Bonafede, Lucilla Galeazzi, Gabriele Mirabassi.
Nel 2015 debutta all'Istituzione Universitaria Concerti con il progetto Il jazz visto dalla luna.

## Discografia parziale
- 1973/75 . Lassa stà la mè creatura - Spirito bono (con il Canzoniere del Lazio)
- 1978 . Note d'atemporalità (ed. CRAMPS)
- 1980 . Tarantula (ed. Fonit cetra)
- 1994 . Capodanno/Piazza del popolo - Concerto live per 50 pianoforti (ed. MRF5)
- 2002 . Tangerine Cafè (ed. MRF5)
- 2002 . Sonaulos (Ed. MRF5 mus & Film . distrib. Squilibri)
- 2003 . Elettra, testo di Nanni Balestrini.musica Luigi Cinque/ live in Tokyo (ed. Sossella 2003)
- 2005 . Sacra konzert (ed. Mrf/Radio/Fandango)
- 2007 . Passaggi (ed. MRF5/ Radio/Fandango)
- 2009 . Luna reverse (ed. MRF5/EMI)
- 2011 . Live . Luigi Cinque in edit (ed. MRF5/EMI)
- 2012 . Transeuropae hotel (ed. MRF5/Warner Chapel Publishing)
- 2013 . Languages and themes (ed. Officina Mediterraneo) in preparazione
- 2015 . Il jazz visto dalla luna (ed. MRF5)
- 2017 . Hyperduet (ed. MRF5)

## Opere musicali
Aifas. per ottetto vocale, piccola orchestra, kendo ensemble.
voci recitanti. (1987) Produzione festival di Musica contemporanea
Accademia tedesca - Villa Massimo - Roma.
Notturno Aiace. per grande orchestra.(1991) Produzione Orquestra National Brasileira
Prima assoluta Sala Cecila Meredes - Rio de Janeiro.
Genealogia del fuoco. piccola orchestra, recitanti, danza su testi di Aurelio Pes (1992)
Produzione Ente Lirico Teatro Massimo di Palermo. Prima nazionale Auditorium SS. Salvatore
Palermo
Cantata delle tre religioni. per grande orchestra, voci etniche.
Produzione Ente Lirico Teatro Massimo, RAI DUE, MRF5, (1999)
Teatro Politeama Palermo, Roma.
Il jazz visto dalla luna. IUC (Istituzione Universitaria Concerti, Comune di Roma, Regione Lazio) 2015
E tu che ne sai del futuro? . opera per piccola orchestra coro e sei voci liriche .una produzione Modena Teatro Pavarotti, Linzmusictheater, Novi Sad Theater 2020.

## Filmografia

### Televisione
- L'opera dei canti e dei cunti (1995)
- Officina Mediterraneo (1997)
- Alentejo Story (2003)
- L'identità selvaggia: Yemen, Pakistan, Kenya (2004-2006)

### Cinema
- Robinson Crusoe mercante di York, regia di Carlo Quartucci (1981)
- Transeuropae Hotel (2013)
- The Fabulous Trickster - In viaggio con Antonio Infantino - documentario (2017)

## Pubblicazioni
- 1978. Kunzertu. La musica popolare in Italia ed. Longanesi
- 1979. Le arti del tempo. Muzak ed.
- 1995. Officina Mediterraneo. ed. MRF5
- 1996. La banda dell'idiota. Romanzo. ed. Stampa Alternativa
- 2000. Yemen. la repubblica
- 2001. Pakistan. la repubblica, il manifesto
- 2004. Nairobi. la repubblica
- 2011. Intervista ad Amiri Baraka (il manifesto)
- 2017. KUNZERTU 7718 pag. 512 ed Zona Music Books e Hypertext O'rchestra (in libreria dal 20 .11 . 2017)